# KO (série littéraire)
Pour les articles homonymes, voir KO.
KO est une série littéraire en langue française écrite sous le pseudonyme,, d'Alex de Brienne et publiée à partir de 2017 par les éditions Le Livre de poche. Dans la lignée de SAS,,, elle se situe dans le domaine du roman érotico-géopolitique,. KO sont les initiales des deux protagonistes, des jumeaux, la sœur Kali Grant, et son frère Odys,. Avec pour héroïne Kali Grant, la série se veut également « féministe »,,.
Selon Christine de Villiers, veuve de Gérard de Villiers, créateur de la série SAS, la série KO est « un nouveau genre, à mi-chemin entre SAS et James Ellroy. » Selon Raymond Khoury, cité en couverture du huitième opus" KO « est ma nouvelle addiction. »
Selon l'éditeur, chaque roman est une plongée au cœur des enjeux du monde contemporain. La série est calibrée : chaque volume est centré sur une ville et un complot à déjouer.

## Titres de la série
- Massacre à Odessa (KO, Tome 1), janvier 2017
- Opération Mossoul (KO, Tome 2), mars 2017
- Griffe du diable à Etosha (KO, Tome 3), octobre 2017
- Messe noir à Naples (KO, Tome 4), mai 2018
- Traque à Bali (KO, Tome 5), mars 2019
- Piège à Istanbul (KO, Tome 6), avril 2020
- Pandémie à Long Island (KO, Tome 7), juin 2021
- NarcoJihad à Cabo Delgado (KO, Tome 8), juin 2022

### Opération Mossoul
- Publication : Livre de Poche

- Situation dans la série :  no 2

- Résumé : Le roman commence le 31 décembre 2015 à Cologne. Un groupe de femmes se fait agresser sexuellement devant la gare. Un jeune garçon s'interpose et les exfiltre. La mère de l'une d'elles, mécène d'origine iranienne, engage Kali et Odys pour retrouver les criminels. On suit en parallèle le parcours d'une jeune femme yézidie, séquestrée en Syrie et qui tente de s'échapper. Odys réussi à construire une carte virtuelle des téléphones qui étaient à proximité des filles sur la place de la cathédrale. Kali le piste et finit par planquer en bas d'un centre d'hébergement pour réfugiés. Quand l'homme au portable sort, il est enlevé par deux hommes dans une camionnette.

### Griffe du Diable à Etosha
- Publication : Livre de Poche

- Situation dans la série :  no 3

- Résumé : Le corps d’un explorateur, affreusement mutilé, est livré aux chacals sur la Côte des squelettes. Qui a voulu l’empêcher d’envoyer son rapport sur les terres rares ? Les multinationales chinoises et américaines qui se battent pour exploiter la région ? Ou ces survivalistes un peu fous, prêts à tout pour conserver une terre blanche et intacte ? Embarqués à bord d’un safari-enquête à travers la Namibie, ses dunes rouges et son célèbre parc d’Etosha, Kali Grant et son frère Odys s’enfoncent dans les sables mouvants d’une guerre économique sans merci.

## Personnages récurrents
Les deux personnages principaux sont Kali et Odys Grant, sœur et frère jumeaux. Ils sont aidés par Archibald, le majordome qui les a élevés. Clara, la maîtresse italienne d'Odys, apparaît dans les deux premiers épisodes.